# Michael Cuming
Michael "Mike" Cuming est un coureur cycliste britannique, né le 18 décembre 1990 à Macclesfield.

## Palmarès
- 2012
  -  Champion de Grande-Bretagne sur route espoirs
  - 3e de la Tobago Cycling Classic
- 2013
  - Classement général du Tour de Corée
- 2014
  - Prologue du Mzansi Tour (contre-la-montre par équipes)
  - 5e étape du Tour de Corée
  - 2e du Ryedale Grand Prix
- 2016
  - 5e étape de la New Zealand Cycle Classic

## Classements mondiaux
| Année            | 2013 | 2014 | 2015 | 2016 |
| ---------------- | ---- | ---- | ---- | ---- |
| UCI Africa Tour  |      | 218e |      |      |
| UCI America Tour | 159e |      |      |      |
| UCI Asia Tour    | 61e  | 201e |      | 439e |
| UCI Oceania Tour |      |      |      | 72e  |